# Me Against the Music
"Me Against the Music" je pjesma Britney Spears s Madonnom. Pjesmu su napisale Spears i Madonna uz pomoć Christophera Stewarta, Penelope Magnet, Thabisa Nikhereanye, Teriusa Nasha, i Garyja O'Briena za Spearsin četvrti sudijski album In the Zone, objavljen kao prvi i najvani singl za album.

## Uspjeh pjesme
"Me Against the Music" je bio Spearsin povratnički singl u SADu, nakon godinu dana stanke i bez velikih hitova od 2000-ih.
Singl je dospio na 35. mjesto američke ljestvice i to je njen prvi top 40 singl nakon singla "I'm a Slave 4 U" iz 2001. godine.  "Me Against the Music" je najniže plasirani najavni singl u SAD-u.
"Me Against the Music" je postigao međunarodni uspjeh, dospijevajući na jedno od prvih 5 mjesta u nekoliko zemalja. U Ujedinjenom Kraljevstvu singl se našao na drugoj poziciji, a u Australiji je bio prvi broj jedan hit nakon singla "Oops!... I Did It Again", također je bio na vrhu europske ljestvice tri uzastopna tjedna.

## Videospot
Spot za pjesmu "Me Against the Music" snimljen je pod redateljskom plaicom Paula Huntera. Snimao se od 8. do 10. listopada 2003. godine u Silvercup Studios koji se nalaze u New Yorku.
Spot počinje sa scenom u kojoj Spears parkira svoj auto i zatim ide u klub. Ona ide niz hodnikom s drvenim zidovima, u međuvremenu je Madonna promatra preko monitora. Kad stigne u klub Spears počinje plesati ne primijetivši kamere oko nje. Madonna i Spears pristupe zidu, ne znajući da su na istom samo s drugo strane. Kasnije se Madonna nalazi u jednoj sobi i ide prema Spears da je poljubi, no Madonna nestane i spot završava.

## Popis pjesama
| Australski CD 1 singl 1. "Me against the Music" — 3:43 2. "Me against the Music" [Peter Rauhofer Radio Mix] — 3:42 3. "Me against the Music" [The Mad Brit Mixshow] — 5:55 Australski CD 2 singl 1. "Me against the Music" [Rishi Rich's Desi Kulcha Remix] — 4:32 2. "Me against the Music" [Passengerz vs. The Club Mix] — 7:37 3. "Me against the Music" [Terminalhead Vocal Mix] — 7:10 4. "Me against the Music" [Video Mix Instrumental] — 3:35 Britanski/europski CD singl 1. "Me against the Music" — 3:43 2. "Me against the Music" [Rishi Rich's Desi Kulcha Remix] — 4:33 3. "Me against the Music" [Peter Rauhofer Radio Mix] — 3:42 4. "Me against the Music" [The Mad Brit Mixshow] — 5:55 Američki CD singl 1. "Me against the Music" — 3:43 2. "Me against the Music" [Trak Starz Remix] — 3:31 3. "Me against the Music" [Gabriel & Dresden Club Mix] — 8:51 4. "Me against the Music" [Peter Rauhofer Radio Mix] — 3:43 5. "Me against the Music" [The Mad Brit Mixshow] — 5:55 6. "Me against the Music" [Bloodshy & Avant “Dubbie Style” Remix] — 5:15 7. "Me against the Music" [Kanye West Remix] — 3:43 | Američki 12" Vinil - Strana A: 1. "Me against the Music" [Peter Rauhofer's Electrohouse Mix] — 8:17 2. "Me against the Music" [The Mad Brit Mixshow] — 5:55 - Strana B: 1. "Me against the Music" [Gabriel & Dresden Club Mix] — 8:51 2. "Me against the Music" [Rishi Rich's Punjabi Club Mix] — 5:34 - Strana C: 1. "Me against the Music" [Peter Rauhofer's Electrohouse Dub] — 6:49 2. "Me against the Music" [Passengerz Vs The Club Mix] — 7:34 - Strana D: 1. "Me against the Music" [Gabriel & Dresden Dub] — 7:14 2. "Me against the Music" [Terminalhead Vocal Mix] — 7:07 The Singles Collection Box Singl 1. "Me against the Music" — 3:43 2. "Me against the Music" [Passengerz Vs The Club Mix] — 7:34 |

## Top ljestvice
| Ljestvica (2007)          | Najviša pozicija |
| ------------------------- | ---------------- |
| Australija                | 1                |
| Austrija                  | 12               |
| Belgija (Flandrija)       | 5                |
| Belgija (Valonija)        | 3                |
| Danska                    | 1                |
| Europa                    | 1                |
| Finska                    | 5                |
| Francuska                 | 11               |
| Irska                     | 1                |
| Italija                   | 2                |
| Kanada                    | 2                |
| Nizozemska                | 5                |
| Novi Zeland               | 13               |
| Norveška                  | 2                |
| Njemačka                  | 5                |
| SAD (Billboard Hot 100)   | 35               |
| SAD (Hot Dance Club Play) | 1                |
| SAD (Top 40 Mainstream)   | 11               |
| Švedska                   | 5                |
| Švicarska                 | 4                |
| Ujedinjeno Kraljevstvo    | 2                |